# Grey Gardens (musical)
(Grey Gardens, Will You?)
Grey Gardens è un musical del 2006 con musiche di Scott Frankel, versi di Michael Korie e libretto del drammaturgo Premio Pulitzer Doug Wright. Il musical è tratto dall'omonimo documentario del 1975 di Albert e David Maysles incentrato sulle vite di Edith “Big Edie” Ewing Bouvier Beale e sua figlia Edith Bouvier Beale, rispettivamente la zia e la cugina di Jacqueline Kennedy Onassis. A dare il titolo al musical è Grey Gardens, la tenuta della famiglia Beale a East Hampton (New York); il libretto di Doug Wright è incentrato sulla parabola che ha condotto Edith ed Edie da eleganti donne dell'alta borghesia newyorchese ad una vita di stenti e miserie in un ambiente malsano, infestato da gatti e procioni. Metafora di questo degrado è la tenuta eponima che, come le proprietarie, scivola in uno stato di incuria e abbandono più totale.
Scott Frankel ha sintetizzato i temi affrontati nel musical, scrivendo: "i temi affrontati in Grey Gardens sono chiaramente quelli universali che affascinano il pubblico: strade non intraprese, opportunità mancate, amore misto a risentimento, instabilità mentale ed il rapporto tra realtà e delusione".

## Trama

### Prologo
Grey Gardens, 1973. La settantottenne Edith e la cinquantaseienne figlia Edie vivono come recluse nella loro cadente tenuta negli East Hampton ed ascoltano un vecchio disco che la madre aveva inciso molti anni prima; sulle note della musica, il tempo torna indietro fino all'estate del 1941 (The Girl Who Has Everything).

### Primo Atto
Grey Gardens, 1941. L'affascinante quarantaseienne Edith sta provando con il pianista George Gould Strong alcune canzoni con cui si vuole esibire durante l'imminente party, ma le sue prove sono interrotte dall'arrivo delle nipotine Jacqueline e Lee Bouvier. Edith spiega alla figlia Edie, di cui a poche ore si annuncerà il fidanzamento, e alle bambine tutte le cose che vanno fatte e tutto ciò che bisogna preparare prima dell'arrivo degli ospiti e, soprattutto, prima dell'arrivo del temuto Mr. Beale, marito di Edith (The Five-Fifteen). L'arrivo del promesso sposo Joseph Patrick Kennedy Jr. è accolto festosamente, ma l'atmosfera si guasta quando Edie scopre che la madre ha intenzione di cantare durante la festa di fidanzamento: quella del canto è una manie che Edith ripropone a tutte le feste, mettendo in imbarazzo la figlia e il marito. Le lamentele della figlia offendono Edith, che però acconsente a ridurre il numero di canzoni in programma (Mother Darling).
Rimasti soli, Joe ed Edie fanno sogni e progetti per il futuro che risultano inconciliabili ognuno per quelli dell'altro: Joe punta alla Casa Bianca, Edie a una carriera sulle scene. Nonostante le differenze, Edie è ben felice di sposarsi e allontanatasi dalla madre (Goin' Places). Intanto nel cortile J.V. "Major" Bouvier si lamenta con Brooks, il maggiordomo, del comportamento poco signorile dell'eccentrica figlia Edith e raccomanda alle nipoti Edie, Lee e Jacqueline di convolare a nozze favorevoli, in quanto un buon matrimonio è per una ragazza l'unico modo per contribuire al lustro e alla stabilità della famiglia (Marry Well).
“Major” accompagna le nipoti a casa, in tempo per trovare conferma alle sue lamentele: Edith sta provando con Gould un numero in cui non solo deve cantare, ma anche ballare e recitare (Hominity Grits); “Mayor” si infuria e rimprovera aspramente la figlia. Edie, vedendo la madre così abbattuta ed umiliata, si riconcilia con lei cantando insieme la prima canzone che Edith le ha insegnato da piccola, Peas in a Pod. Gould ventila la possibilità che anche lui si possa allontanare da Grey Gardens dopo il matrimonio (Drift Away) ed Edith rimane da sola a pensare quanto radicalmente la sua vita cambierà dopo quel pomeriggio (The Five-Fifteen (Reprise)).
Mentre Edie si veste per la festa, Edith rimane sola con Joe e gli rivela inavvertitamente delle indiscrezioni sulla tumultuosa adolescenza della figlia. Joe, furioso ed imbarazzato, affronta Edie che rigetta con fermezza le accuse mossele contro e lo supplica di aspettare l'arrivo del padre da New York per poter parlare con lui di quanto lei sia devota, responsabile ed irreprensibile (Daddy's Girl). Ma alle 17:15 non arriva il tanto atteso Phelan Beale, ma un suo telegramma in cui annuncia di essere scappato in Messico con un'altra donna e di volere divorziare da Edith; Joe, consapevole del fatto che tutto questo non potrà certo giovare alla sua carriera politica, rompe il fidanzamento e lascia Grey Gardens. Lo straziante momento di tensione è interrotto dall'entrata in sala di Brooks, che annuncia che gli ospiti sono arrivati. Edith, perfettamente vestita e padrona di sé, esce per accogliere gli ospiti e, mentre canta una struggente aria malinconica, Edie scappa da Grey Gardens (Will You?).

### Secondo Atto

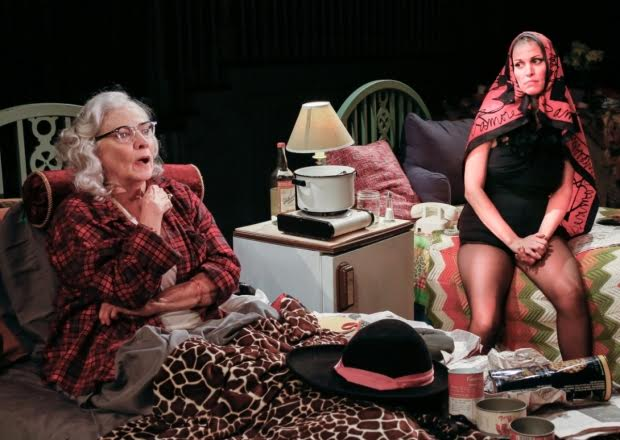
Edith (Betty Buckley) ed Edie (Rachel York) cantano "Jerry Likes My Corn" (2015)

Grey Gardens, 1973. La tenuta è in completo disfacimento ed infestata da procioni e gatti selvatici, ma l'anziana Edith ci continua a vivere con la figlia. Edie (interpretata dall'attrice che vestiva i panni della madre del primo atto) parla di quanto la situazione sia delicata per colpa dell'ufficio di igiene e sanità che continua a sollecitare le donne ad abbandonare quel luogo malsano, sia per l'ignoranza dei cittadini di East Hampton che ritengono le due emarginate delle eccentriche e delle gattare (The Revolutionary Costume for Today). Edith, anziana e non del tutto in salute, pensa con ottimismo al futuro e ricorda con gioia il passato, che per Edie non è altro che un insieme di strade sbagliate e opportunità sprecate, rimpianti e desolazione (The Cake I Had). Dopo tanti lunghi anni trascorsi sola con la madre a Grey Gardens, la sanità mentale di Edie vacilla sempre più clamorosamente, e la donna fatica a separare il passato dal presente (Entering Grey Gardens).
Tuttavia, Edie non può fare a meno di detestare l'unico amico della madre, così come più di trent'anni prima odiava Gould (ritrovato morto suicida qualche anno prima): si tratta di Jerry, un diciassettenne che porta loro la spesa. Edie sospetta, irrazionalmente, che Jerry faccia tutto questo solo per provare ad insidiarla (nonostante lei sia più vecchia di lui di quasi quarant'anni), ma la madre rigetta queste ipotesi e dice chiaramente che Jerry è l'unica cosa bella che le sia rimasta (Jerry Likes My Corn). Rimproverata e umiliata dalla madre, Edie si rifugia in camera sua dove vagheggia sul passato e sogna di fuggire lontano (Around the World).
Tornata dalla madre, Edie litiga furiosamente con Edith, che si rifiuta di realizzare quanto la loro situazione sia insostenibile, rinfacciandole di aver fatto scappare il suo unico fidanzato condannandola ad una vita di rimpianto e solitudine. Mentre Edith ascolta un programma religioso alla radio (Choose to be happy) Edie prepara il bagaglio ed esce da Grey Gardens per fuggire a New York, così come aveva fatto oltre trent'anni prima (Around the World – reprise).
Tuttavia, sola al cancello principale, Edie è paralizzata dai ricordi e dalla nostalgia e non riesce a varcare la soglia che porterebbe lontana dalla figura dominatrice della madre (Another Winter in a Summer Town). Richiamata dalle grida di Edith, che per la prima volta è stata lasciata completamente sola, Edie torna a casa ad accudire la madre e così farà fino alla morte della donna (The Girl Who Has Everything - Reprise).

## Sviluppo del musical
Scott Frankel ha cominciato a pensare di scrivere un musical sulla famiglia Beale nel 2000 e dopo aver ottenuto l'approvazione di Albert Maysles (regista, con il fratello David, nel documentario del 1975), ha contattato il librettista Michael Korie (con cui Frankel aveva già collaborato in due musical precedenti) ed il drammaturgo Doug Wright (suo compagno di college). Nel 2004 tengono il primo workshop del musical al Sundance Institute in Florida, insieme ad un gruppo di attori che resteranno nel musical nei suoi sviluppi successivi, tra cui Mary Louise Wilson e Christine Ebersole (la partitura vocale del ruolo di Edith del primo atto e di Edie nel secondo è scritta apposta per la voce della Ebersole).

Il 5 e il 6 ottobre 2005 va in scena alla Playwright Horizons di New York un "reading" del musical con il cast che porterà lo show a Broadway l'anno successivo, proprio nello stesso teatro. Albert Maysles aveva contattato Edith "Little Edie" Beale poco prima della sua morte, avvenuta nel 2002, parlandole dell'intenzione di scrivere un musical sulla sua vita e la donna ne era rimasta favorevolmente colpita, come conferma la sua concitata risposta:
Sono entusiasta per quello che hai scritto riguardo al musical "G.G."! La musica e le canzoni erano tutta la mia vita! [...] Entusiasta-Entusiasta-Entusiasta! Conservo ancora tutti gli spartiti della mamma e tutte le canzoni che ha cantato. Con tutto quello che non ho avuto, la mia vita è stata felice!

## Produzioni principali

### Off Broadway, 2006
Grey Gardens debutta alla Playwright Horizons nell'Off-Broadway il 10 febbraio 2006 e resta in scena fino al 30 aprile dello stesso anno (la data di chiusura era stata posticipata tre volte, prima di quella definitiva). La regia era di Michael Greif, le coreografie di Jeff Calhoune e facevano parte del cast Christine Ebersole, Mary Louise Wilson, Sara Gettelfinger e John McMartin; una particolarità del musical è che l'attrice che interpreta Edith nel primo atto interpreta Edie nel secondo: di conseguenza, Christine Ebersole interpretava sia Edith (nel primo atto) che Edie (nel secondo). Le recensioni dello spettacolo erano contrastanti, ma unanime la lode per le interpretazioni di Christine Ebersole e Mary Louise Wilson.
La produzione dell'Off Broadway è stata candidata a dodici Drama Desk Award, vincendone uno, e a cinque Lucille Lortel Award. Per la sua interpretazione nel duplice ruolo di Edith ed Edie, Christine Ebersole ha vinto il Drama Desk, l'Obie Award, l'Outer Critics Circle Award ed il Drama League Award alla migliore attrice in un musical, oltre a ricevere una menzione speciale dal New York Drama Critics' Cricle. Ben Brantley, critico teatrale del The New York Times, ha definito la performance di Christine Ebersole "una delle più belle mai viste in un musical".

### Broadway, 2006
Il 2 novembre 2006 Grey Gardens debutta al Walter Kerr Theatre di Broadway, con un cast che comprendeva in gran parte gli interpreti dell'Off Broadway: Christine Ebersole (Edith/Edie), Mary Louise Wilson (Edith), Erin Davie (Edie), John McMartin ("Mayor" Bouvier/Norman V. Beale), Matt Cavenaugh (Joe Kennedy/Jerry), Michael Potts (Brooks Sr/Brooks Jr), Bob Stillman (Gould), Kelsey Fowler (Lee Bouvier) e Sarah Hyland (Jackie Bouvier). Le uniche eccezioni rispetto al cast dell'Off Broadway sono state Erin Davie nel ruolo di Edie nel primo atto (ruolo sostenuto nell'Off Broadway da Sara Gettelfing) e Kelsey Fowler, che ha sostituito Audrey Twitchell nel ruolo di Lee Bouvier; Maureen Moore era la sostituta di Christine Ebersole e Dale Soules la sostituta di Mary Louise Wilson.
Le recensioni sono state estremamente positive, con TIME che ha definito Grey Gardens il miglior musical del 2006, ed il musical è stato candidato a dieci Tony Award, vincendone tre: miglior attrice protagonista per Ebersole, miglior attrice non protagonista per Wilson e migliori costumi per Long. Dopo 307 repliche e 33 anteprime, Grey Gardens chiude a Broadway il 29 luglio 2007.

### Londra, 2016
Nel 2007 era stato annunciato che una nuova produzione di Gray Gardens sarebbe andata in scena a Londra con Christine Ebersole l'anno successivo, ma non ci sono più stati ulteriori sviluppi del progetto.
L'11 giugno 2015 è stato annunciato che una nuova produzione del musical dovrebbe andare in scena all'inizio del 2016 alla Southwark Playhouse di Londra. Il 7 ottobre 2015 è stata ufficialmente confermata la prima produzione europea del musical, in scena alla Southwark Playhouse dal 2 gennaio al 6 febbraio 2016. Il cast comprende: Jenna Russell (Edith/Edie), Sheila Hancock (Edith), Aaron Sidwell (Joe/Jerry), Billy Boyle (Major Bouvier/Normal Vincent Peale), Jeremy Legat (Gould), Ako Mitchell (Brooks Sr/Brooks Jr) e Rachel Anne Rayham (Edie). Il musical ha ricevuto recensioni contrastanti, ma unanimi sono state le lodi per interpretazioni della Russell e della Hancock, molto apprezzatte anche dagli autori del musical.

### Altre produzioni

#### Negli Stati Uniti
Il 12 novembre 2008 debutta a Skokie una produzione di Grey Gardens diretta da BJ Jones e coreografata da Maria Lampert. Facevano parte del cast Hollis Resnik (Edith/Edie), Ann Whitney (Edith), Tempe Thomas (Edie) e Sean Blake (Brooks). Il musical resta in scena al Northernight Theatre fino al 28 dicembre 2008.
Grey Gardens debutta a Washington il 12 november 2008, con una produzione diretta da Serge Seiden che annoverava nel cast Barbara Walsh (Edith/Edie), Barbara Broughton (Edith) e Jenna Skowoski (Edie). Il musical è in scena allo Studio Theatre fino al 21 dicembre 2008.
Il 25 marzo 2009, dopo una settimana di anteprime, Grey Gardens debutta a Saint Paul, con la regia di James Rocco e Jayme McDaniel. Christina Baldwin è Edith/Edie, Zoe Pappas è Edie eWendy Lehr interpreta Edhith.
Seattle vede la propria prima produzione del musical andare in scena a 5th Avenue Theatre il 16 marzo 2013. Questa produzione, diretta da Kurt Beattie, si avvaleva delle interpretazioni della veterana di Broadway Patti Cohenour (Edith/Edie), di Suxy Hunt (Edith) e di Mark Anders (Gould).
Il Baystreet Theatre di Sag Harbor mette in scena il musical tra il 4 e il 30 agosto 2015, con Betty Buckley (Edith), Rachel York (Edie), Matt Doyle (Jerry/Joe Kennedy), Howard McGillin (Gould), James Harkness (Brooks), Sarah Hunt (Edie da giovane), Simon Jones (Major/Peale) e Dakota Quackernbush (Jacqueline).
Betty Buckley e Rachel York riprendono i rispettivi ruoli per una produzione del musical in scena al Center Theatre di Los Angeles nell'estate 2016. Il resto del cast comprende Bryan Batt (Gould), Sarah Hunt (Edie da giovane), Josh Young (Jerry/Joe Kennedy), Davon Williams (Brooks/Brooks Jr.), Simon Jones (Major/Peale) e Katie Silverman e Peton Ella nei ruolo di Lee e Jacqueline Bouvier. Questa nuova produzione incorpora Albert e David Maysles, i registi del documentario originale, e proiezioni che mostrano la realizzazione del documentario originale.

#### Nel mondo
Il 7 novembre 2009 Grey Gardens debutta al Theatre Connection di Tokyo in Lingua giapponese; i due ruoli principali erano interpretati da Shinovu Ohtake e Mitshuko Kusabue. Il musical è andato in tournée, andando in scena anche a Osaka e Nagoya.
Il 25 novembre 2011 Grey Gardens debutta in Australia, a Melbourne, con Pamela Rabe e Nancye Hayes; questa produzione, diretta da Roger Hodgman e andata in scena all'Art Center Theatre fino al 4 dicembre, è stata nominata al Premio Helppman come miglior musical.
Dal 2 al 19 maggio 2012 il musical è andato in scena a Vancouver nel suo debutto canadese. La regia era di Ryan Mooney e il cast comprendeva: Cathy Wilmot (Big Edie/Little Edie), Lucas Blaney (Joe Kennedy), Ranae Miller (Little Edie), Sue Sparlin (Big Edie), Jack Rigg (Major Bouvier), Carman J. Price (Gould), Hal Rogers (Brooks), Angela Cotton (Jackie Bouvier) ed Emma Cawood (Lee Bouvier).
Il 21 marzo 2013 la prima produzione in portoghese di Grey Gardens debutta a Rio de Janeiro, alla Sala Baden Powell Hall di Copacabana.Soraya Ravenle ha interpretato Edith ed Edie, mentre Suely Franco ha recitato nel ruolo di Edith anziana (sostituita da Mirna Rubim per le ultime due settimane di repliche); il resto del cast comprendeva: Carol, Puntel, Guilherme Terra, Sandro Christopher, Pierre Baitelli, Jorge Maya, Danilo Timm, Raquel Bonfante e Sofia Viamonte. La produzione è rimasta in scena fino al 5 maggio ed era diretta da Wolf Maya e con la direzione musicale di Carlos Bauzys.

### Documentario
La Independent Lens ha girato un documentario sulla creazione e messa in scena del musical, intitolato Grey Gardens: From East Hampton to Broadway, presentato all'Hamptons International Film Festival di Long Island il 18 ottobre 2007 e poi trasmesso in televisione dalla PBS.

## Brani musicali

### Produzione dell'Off Broadway, 2006

#### Primo Atto
- "Toyland — Edith
- "The Five-Fifteen" — Edith, Gould, Brooks, Jackie e Lee
- "Body Beautiful Beale" - Edie
- "Mother Darling" — Edie
- "Better Fall Out of Love" — Joe and Edie
- "Being Bouvier" — Major Bouvier, Brooks, Jackie, Lee ed Edie
- "Hominy Grits" — Edith, Gould, Jackie e Lee
- "Peas in a Pod" — Edie e Edith
- "Drift Away" — Gould
- "The Five-Fifteen" (Reprise) — Edith
- "Tomorrow's Woman" - Edie
- "Daddy's Girl" — Edie e Joe
- "Will You?" — Edith

#### Secondo Atto
- "The Revolutionary Costume for Today" — Edie
- "The Cake I Had" — Edith
- "Entering Grey Gardens" — Cast
- "The House We Live In" — Edie e Cast
- "Jerry Likes My Corn" — Edith
- "Around the World" — Edie
- "Choose to Be Happy" — Norman Vincent Peale
- "Around the World" (Reprise) — Edie
- "Another Winter in a Summer Town" — Edie e Edith
- "Peas in a Pod" (Reprise) — Edith ed Edie

### Produzione di Broadway, 2007

#### Primo Atto
- "The Girl Who Has Everything" — Edith
- "The Five-Fifteen" — Edith, Gould, Brooks, Jackie e Lee
- "Mother Darling" — Edie
- "Goin' Places" — Joe and Edie
- "Marry Well" — Major Bouvier, Brooks, Jackie, Lee ed Edie
- "Hominy Grits" — Edith, Gould, Jackie e Lee
- "Peas in a Pod" — Edie e Edith
- "Drift Away" — Gould
- "The Five-Fifteen" (Reprise) — Edith
- "Daddy's Girl" — Edie e Joe
- "The Telegram" — Edie
- "Will You?" — Edith

#### Secondo Atto
- "The Revolutionary Costume for Today" — Edie
- "The Cake I Had" — Edith
- "Entering Grey Gardens" — Cast
- "The House We Live In" — Edie e Cast
- "Jerry Likes My Corn" — Edith
- "Around the World" — Edie
- "Choose to Be Happy" — Norman Vincent Peale
- "Around the World" (Reprise) — Edie
- "Another Winter in a Summer Town" — Edie e Edith
- "The Girl Who Has Everything" (Reprise) — Edith

## Incisioni discografiche
Il cd con le canzoni del musical cantato dal cast originale dell'Off-Broadway (quindi con Sara Gettelfinger nel ruolo di Edie nel primo atto) è stato messo in vendita dal 22 agosto 2006.
Il cd con il cast della produzione di Broadway (con Erin Davie nel ruolo di Edie nel primo atto) è stato realizzato dalla PS Classics e messo in vendita dal 27 marzo 2007. Nel 2008 il cd è stato nominato al Grammy Award come Best Musical Show Album, senza però vincerlo.

## Premi e riconoscimenti

### Off Broadway e Broadway
| Anno | Premio                      | Categoria                                       | Candidato                         | Risultato       |
| ---- | --------------------------- | ----------------------------------------------- | --------------------------------- | --------------- |
| 2006 | Drama Desk Award            | Miglior Musical                                 | Miglior Musical                   | Candidato/a     |
| 2006 | Drama Desk Award            | Miglior sceneggiatura                           | Doug Wright                       | Candidato/a     |
| 2006 | Drama Desk Award            | Miglior attrice in un musical                   | Christine Ebersole                | Vincitore/trice |
| 2006 | Drama Desk Award            | Miglior attore non protagonista in un musical   | John McMartin                     | Candidato/a     |
| 2006 | Drama Desk Award            | Migliore attrice non protagonista in un musical | Mary Louise Wilson                | Candidato/a     |
| 2006 | Drama Desk Award            | Miglior regia di un musical                     | Michael Greif                     | Candidato/a     |
| 2006 | Drama Desk Award            | Migliore colonna sonora                         | Scott Frankel                     | Candidato/a     |
| 2006 | Drama Desk Award            | Miglior libretto                                | Michael Korie                     | Candidato/a     |
| 2006 | Drama Desk Award            | Migliori orchestrazioni                         | Bruce Coughlin                    | Candidato/a     |
| 2006 | Drama Desk Award            | Miglior scenografia                             | Allen Moyer                       | Candidato/a     |
| 2006 | Drama Desk Award            | Migliori costumi                                | William Ivey Long                 | Candidato/a     |
| 2006 | Drama Desk Award            | Miglior Sound Design                            | Brian Ronan                       | Candidato/a     |
| 2006 | Obie Award                  | Migliore attrice protagonista in un musical     | Christine Ebersole                | Vincitore/trice |
| 2006 | Drama Critics' Circle Award | Menzione di merito                              | Christine Ebersole                | Vincitore/trice |
| 2006 | Drama League                | Miglior produzione di un musical                | Miglior produzione di un musical  | Candidato/a     |
| 2006 | Drama League                | Migliore attrice protagonista in un musical     | Christine Ebersole                | Vincitore/trice |
| 2006 | Lucille Lortel Awards       | Miglior musical                                 | Miglior musical                   | Candidato/a     |
| 2006 | Lucille Lortel Awards       | Miglior attrice non protagonista in un musical  | Mary Louise Wilson                | Candidato/a     |
| 2006 | Lucille Lortel Awards       | Miglior scenografia                             | Allen Moyer                       | Candidato/a     |
| 2006 | Lucille Lortel Awards       | Miglior sound design                            | Brian Ronan                       | Candidato/a     |
| 2006 | Lucille Lortel Awards       | Migliori costumi                                | William Ivey Long                 | Candidato/a     |
| 2006 | Outer Critics Circle Award  | Miglior musical dell'Off-Broadway               | Miglior musical dell'Off-Broadway | Vincitore/trice |
| 2006 | Outer Critics Circle Award  | Migliore colonna sonora                         | Scott Frankel                     | Candidato/a     |
| 2006 | Outer Critics Circle Award  | Migliore attrice protagonista in un musical     | Christine Ebersole                | Vincitore/trice |
| 2006 | Outer Critics Circle Award  | Miglior regia                                   | Michael Greif                     | Candidato/a     |
| 2006 | Outer Critics Circle Award  | Migliore attrice non protagonista in un musical | Mary Louise Wilson                | Candidato/a     |
| 2006 | Outer Critics Circle Award  | Miglior scenografia                             | Allen Moyer                       | Candidato/a     |
| 2006 | Outer Critics Circle Award  | Migliori costumi                                | William Ivey Long                 | Candidato/a     |
| 2007 | Tony Award                  | Miglior musical                                 | Miglior musical                   | Candidato/a     |
| 2007 | Tony Award                  | Miglior libretto                                | Doug Wright                       | Candidato/a     |
| 2007 | Tony Award                  | Migliore colonna sonora originale               | Scott Frankel                     | Candidato/a     |
| 2007 | Tony Award                  | Miglior attrice protagonista in un musical      | Christine Ebersole                | Vincitore/trice |
| 2007 | Tony Award                  | Miglior attrice non protagonista in un musical  | Mary Louise Wilson                | Vincitore/trice |
| 2007 | Tony Award                  | Regia di un musical                             | Michael Greif                     | Candidato/a     |
| 2007 | Tony Award                  | Migliori orchestrazioni                         | Bruce Coughlin                    | Candidato/a     |
| 2007 | Tony Award                  | Miglior scenografia                             | Allen Moyer                       | Candidato/a     |
| 2007 | Tony Award                  | Migliori costumi                                | William Ivey Long                 | Vincitore/trice |
| 2007 | Tony Award                  | Miglior Lighting Design                         | Peter Kaczorowski                 | Candidato/a     |
| 2007 | Theatre World Award         | Miglior esordiente                              | Erin Davie                        | Vincitore/trice |
| 2008 | Grammy Award                | Best Musical Show Album                         | Best Musical Show Album           | Candidato/a     |

### Londra, 2016
| Anno | Premio                 | Categoria                         | Candidato     | Risultato   |
| ---- | ---------------------- | --------------------------------- | ------------- | ----------- |
| 2016 | Evening Standard Award | Miglior performance in un musical | Jenna Russell | Candidato/a |

## Edizioni
- Scott Frankel, Michael Korie, Doug Wright, Grey Gardens, Applause Theatre Book Publishers, 2007, ISBN 1557837341.
- Scott Frankel, Michael Korie, Doug Wright, Grey Gardens, Dramatists Play Service, Inc., 2008, ISBN 0822221810.